# Rogers (Minnesota)
Rogers ist eine Stadt im Hennepin County  im US-Bundesstaat Minnesota.

## Geografie
Rogers befindet sich im Norden des Hennepin County innerhalb der Metropolregion Minneapolis–Saint Paul. Die Interstate 94 führt durch die Gemeinde.

## Geschichte
In den 1880er Jahren verkaufte John Rogers einen Hektar seines Landes, das damals zu Hassan Township gehörte, für einen Dollar an die Great Northern Railroad. Das neue Depot bot eine günstige Haltestelle für die reichen Holzvorkommen der Gegend und diente als Ausgangspunkt für eine neue Gemeinde. Als die katholische Kirche St. Martin und eine Schule hinzukamen, gewann Rogers an lokaler Bedeutung, was dazu führte, dass neue Unternehmen entstanden und die Stadt mehr als lokales Zentrum angesehen wurde als andere nahe gelegene Gemeinden wie Fletcher. Im Jahr 1914 wurde die Stadt gegründet.
Im Laufe der Jahre wuchs die Stadt langsam, bis im Jahr 1972 die Interstate 94 gebaut wurde. Die neue Autobahn, die direkt durch Rogers führte, ermöglichte einen einfachen Zugang zu Minneapolis und Saint Paul und veranlasste zusätzliche Unternehmen zur Ansiedlung. Die zusätzlichen Arbeitsplätze führten zu einem neuen Bevölkerungswachstum. Mit dem Wachstum wurde zusätzliches Land benötigt, so dass Rogers immer mehr Land aus der umliegenden Hassan Township annektierte. Hassan Township wurde schließlich am 1. Januar 2012 vollständig in Rogers eingegliedert.

## Demografie
Nach der Volkszählung von 2020 leben in Rogers 13.295 Menschen. Die Bevölkerung teilte sich im Jahr 2019 auf in 91,8 % Weiße, 0,1 % Afroamerikaner, 7,2 % Asiaten und 1,0 % mit zwei oder mehr Ethnizitäten. Hispanics oder Latinos aller Ethnien machten 1,4 % der Bevölkerung aus. Das mittlere Haushaltseinkommen lag 2019 bei 127.629 US-Dollar und die Armutsquote bei 2,4 %.